# بيار فرانسوا بيرنييه
بيار فرانسوا بيرنييه (1779-1803) (بالإنجليزية: Pierre François Bernier)‏ هو مستكشف وعالم فلك فرنسي.